# Bulbophyllum ensiculferum
Bulbophyllum ensiculferum là một loài phong lan thuộc chi Bulbophyllum.